# Уиндзор (династия)
Вижте пояснителната страница за други значения на Уиндзор.
Уиндзор е британска кралска династия от 1840 г., наричана до 1917 г. Сакс-Кобург и Гота.

## Кралица Виктория (1837 – 1901)
Неин основоположник е принц Алберт фон Сакс-Кобург-Гота (1819 – 1861), втори син на херцог Ернст I фон Сакс-Кобург-Гота, съпруг от 1840 г. на британската кралица Виктория. През 1857 г. той получава титлата „принц-консорт“. От брака си той има девет деца:
1. Виктория Аделаида Мария Луиза (1840 – 1901), ∞ 1858 за германския император Фридрих III;
2. Едуард VII (9.11.1841 – 5.5.1910), следващ крал на Великобритания;
3. Алиса Мод Мери (1843 – 1878), ∞ 1862 за великия херцог Лудвиг IV фон Хесен-Дармщат (1837 – 1892);
4. Алфред Ернст Алберт (1844 – 1900), херцог на Единбург и на Сакс-Кобург-Гота от 1893), ∞ 1874 за великата княгиня Мария Александровна (1853 – 1920), дъщеря на руския император Александър II:
  1. Алфред (1874 – 1899), неженен;
  2. Мария (1875 – 1938), ∞ 1893 за румънския крал Фердинанд I (1865 – 1927);
  3. Виктория (Мелита) Фьодоровна (1876 – 1936), ∞ (1) (1894, развод 1901) за великия херцог Ернст Лудвиг фон Хесен-Дармщат (1868 – 1937), ∞ (2) (1905) за великия руски княз Кирил Владимирович (1876 – 1938), внук на руския император Александър II, който след революцията в Русия през 1917 г. е обявен за наследник на престола в емиграция;
  4. Александра (1878 – 1942), ∞ 1896 за принц Ернст фон Хоенлое-Лангебург (1863 – 1950);
  5. Беатрис (1884 – 1966), ∞ 1909 за испанския инфант Алфонсо Мария Франсиско Антонио (1886 – 1975), херцог ди Галиера.
5. Хелън Августа Виктория (1846 – 1923), ∞ 1866 за херцог Кристиан фон Шлезвиг-Холщайн-Зондербург-Августенбург (1831 – 1917);
6. Луиза Каролина (1848 – 1939), ∞ 1871 за Джон Доналд Кембъл (1845 – 1914), херцог Аргайл;
7. Артър Уилям Патрик (1850 – 1942), херцог на Конот, ∞ 1879 за Луиза Мария (1860 – 1917), дъщеря на пруския принц Фридрих Карл:
  1. Мария Виктория Августа Шарлота нора (1882 – 1920), ∞ 1905 за шведския крал Густав VI Адолф (1882 – 1973);
  2. Артър Фредерик Патрик Алберт (1883 – 1938), херцог на Конот, ∞ 1913 за Александра Файф (1891 – 1959):
    1. Алистър (1914 – 1943), херцог на Конот.

  3. Виктория Патриша (1886 – 1974), ∞ 1919 за Александър Рамзи (1881 – 1972).
8. Леополд Джордж Дънкан Алберт (1853 – 1884), херцог Олбани, ∞ 1882 за Хелена (1861 – 1922), дъщеря на принц Георг Виктор фон Валдек-Пирмонт:
  1. Алис Мери Виктория (1883 – 1981), ∞ 1904 за Александър фон Тек (1874 – 1957), граф на Алтън;
  2. Чарлз Едуард Джордж (1884 – 1954), херцог Олбани и херцог Саск-Кобург-Гота (1900 – 1918), ∞ 1905 за Виктория Аделаида (1885 – 1970), дъщеря на херцог Фридрих Фердинанд Шлезвиг-Холщайн-Зондербург-Глюксбург:
    1. Джон Леополд (1906 – 1972), ∞ 1932 (развод 1962) за Теодора (1905 – 1991), дъщеря на барон Бернхард фон дер Хорст;
    2. Сибила (1908 – 1972), ∞ 1932 за шведския кронпринц Густав Адолф (1906 – 1947);
    3. Хюбърт (1909 – 1943), неженен;
    4. Каролина Матилда (1912 – 1983), ∞ (1) (1931, развод 1938) за граф Фридрих Волфганг фон Кастел-Рюденхаузен (1906 – 1940), ∞ (2) (1938) за Макс Шниринг (1895 – 1944), ∞ (3) (1948, развод 1949) за Карл Ото Андре (1912 – 1984);
    5. Фридрих Йозиас (1918 – 1998), ∞ за Виктория Луиза Золмс-Барут.
9. Беатрис Мери Виктория Теодора (1857 – 1944), ∞ 1885 за принц Хайнрих фон батемберг (1858 – 1896), херцог на Арджайл.[2]

## Едуард VII (1901 – 1910)
След смъртта на кралица Виктория на престола се възкачва най-големият ѝ син Едуард VII (1901 – 1910), който е и император на Индия. Преди да бъде коронован, майка му го ограничава в чисто представителни функции. Той е известен като спортист и като елегантен и галантен принц. В Париж е познат като бохем. Става крал на шестдесет години и повлиява дълбоко на английската външна политика с франкофилството си. Несъгласието му с неговия братовчед, германския император Вилхелм II, води до изостряне на отношенията им. Едуард VII е един от създателите на Антантата, скрепена със съглашението от 1904 г.
Едуард VII се жени през 1863 г. за Александра (1844 – 1925), дъщеря на датския крал Кристиан IX, от която има пет деца:
1. Албърт Виктор (1864 – 1892), херцог на Кларънс, неженен;
2. Джордж V (3.6.1865 – 20.1.1936), следващ крал на Великобритания;
3. Луиза Виктория Алекзандра Дагмар (1867 – 1931), ∞ 1889 за Алекзандър Даф (1849 – 1912), херцог на Файф;
4. Виктория (1868 – 1935), неомъжена;
5. Мод Шарлота (1869 – 1938), ∞ 1896 за норвежкия крал Хокон VII.[2]

## Джордж V (1910 – 1936)
Едуард VII е наследен на английския престол от сина си Джордж V (1910 – 1936). Управлението му е свързано с участието на Великобритания в Първата световна война (1914 – 1918) на страната на Антантата, с провъзгласяването на независимостта на Ирландия (1922), с образуването на Британската общност и с промяната на името на династията от Сакс-Кобург-Гота на Уиндзор по време на войната.
Джордж V се жени през 1893 г. за Мария фон Тек (Мери) (1867 – 1953), от която има пет деца, достигнали пълнолетие:
1. Едуард VIII (23.6.1894 – 28.5.1972), следващ крал на Великобритания;
2. Джордж VI (14.12.1895 – 6.2.1952), следващ крал на Великобритания;
3. Виктория Алекзандра Алис Мери (1897 – 1965), ∞ 1922 за Хенри Ласелс (1882 – 1947), граф на Харууд;
4. Хенри Уилям Фредерик Албърт (1900 – 1974), херцог на Глостър, ∞ 1935 за Алис Монтагю Дъглас Скот (1901 – 2004);
5. Джордж Едуард Алекзандър Едмънд (1902 – 1942), херцог на Кент, ∞ 1934 за Марина (1906 – 1968), дъщеря на гръцкия принц Николаус.[2]

## Едуард VIII (1936)
Първородният син на Джордж V, Едуард VIII, е коронован за крал на Великобритания след смъртта на баща си (20 януари 1936 г.). Обявяването на брака му с американката Уолис Уърфилд Симпсън (1896 – 1986), с която живее от 1934 г., предизвиква криза между него и консервативното английско правителство начело със Стенли Болдуин. Съгласява се да абдикира (11 декември 1936 г.) в полза на по-малкия си брат Джордж VI и приема титлата „херцог на Уиндзор“. Не успява да издейства за съпругата си прерогативите на „кралско височество“. Малко след това посещава Германия и е приет твърде добре от хитлеристките власти. По-късно той е отстранен от министър-председателя Уинстън Чърчил и е изпратен като губернатор на Бахамските острови (1940 – 1945). След като се завръща оттам, херцогът се установява във Франция, където публикува своите мемоари. няма деца от съпругата си.

## Джордж VI
След абдикацията на Едуард VIII за крал е провъзгласен Джордж VI (1936 – 1952). Дискретен и скромен, той си спечелва голяма популярност, споделяйки всички трудности на английския народ по време на Втората световна война. През 1923 г. се жени за лейди Елизабет Боуз-Лайън (1900 – 2002), която ражда две дъщери:
1. Елизабет II (21.4.1926 – 8.9.2022), следваща кралица на Великобритания;
2. Маргарет Роуз (1930 – 2002), ∞ 1960 (развод 1978) за Антъни Армстронг-Джоунс (1930 – 2017), от когото има син Дейвид Албърт (*1961), виконт Линли и дъщеря Сара.[3][2]

## Елизабет II (1952 – 2022)
През 1952 г. кралица на Великобритания става първородната дъщеря на Джордж VI, Елизабет II. Тя се омъжва през 1947 за гръцкия принц Филип (1921 – 2021), херцог на Единбург, внук на гръцкия крал Георгиос I, от когото има четири деца:
1. Чарлз III (*14.11.1948), следващия крал на Великобритания;
2. Ан (*1950), ∞ (1) (1973, развод 1977) за Марк Филипс (*1948), ∞ (2) (1992) за Тимъти Лоурънс (*1955);
3. Андрю (*1960), херцог на Йорк, ∞ 1983 (развод 1996) за Сара фергюсън (*1959);
4. Едуард (*1964), ∞ 1999 за Софи Хелена Рьайс-Джоунс (*1965).[3]

## Чарлз III (от 2022 г.)
Чарлз III наследява тронът на Великобритания след смъртта на майка му през 2022 г. През 1980 г. той се жени за лейди Даяна Спенсър (... – 1997), с която се развежда през 1996 г., а на следващата година Даяна загива при автомобилна катастрофа. През 2005 г. Чарлз III се жени Камила Паркър (*1947), от която няма деца. От първата си съпруга Чарлз III има двама сина и пет внучета:
1. Уилям Артър Филип Луи (*21.6.1982), принц на Уелс, ∞ 2011 за Катрин Мидълтън (*1982):
  1. Джордж Александър Луи (*20.7.2013)
  2. Шарлот Елизабет Даяна (*2015);
  3. Луи Артър Чарлз (*2018).
2. Хенри Чарлз Албърт Дейвид (*1984), ∞ 2018 за Меган Маркъл (*1981):
  1. Арчи (*2019);
  2. Лилибет (*2021).